# Selenidium spionis
Selenidium spionis is een soort in de taxonomische indeling van de Myzozoa, een stam van microscopische parasitaire dieren. Het organisme komt uit het geslacht Selenidium en behoort tot de familie Selenidiidae. Selenidium spionis werd in 1845 ontdekt door von Kolliker.